# 卡拉瓦亞龍屬
卡拉瓦亞龍屬（學名：Callawayasaurus）是種海生爬行動物，屬於蛇頸龍亞目薄板龍科。卡拉瓦亞龍的化石最初由塞繆爾·保羅·威爾斯在1962年發現，原本被歸類為Alzadasaurus的一個種，在1999年由肯尼斯·卡本特建立為新屬。

## 詞源
卡拉瓦亞龍的屬名是以古生物學家Jack M. Callaway為名，這位古生物學家曾對史前海生爬行動物作出重大的研究。。種名則是以化石發現地哥倫比亞為名。

## 敘述
卡拉瓦亞龍的頭骨長35公分身長估計可達8公尺長。卡拉瓦亞龍的鼻孔長，位於上頜骨上方。上頜骨具有3到5顆牙齒。頸部有56節頸椎，與其他薄板龍科相比，相當短。
除了正模標本以外，還發現另一個幾乎完整的標本，較正模標本粗壯。某些科學家認為這是兩性異形的特徵。

## 地理分佈
卡拉瓦亞龍的化石發現於哥倫比亞博亞卡省的Villa de Leyva。卡拉瓦亞龍的生存年代為白堊紀早期（阿普第階），約1億2500萬到1億1200萬年前。

## 外部連結
- Information on plesiosaurs, including images of a Callawayasaurus skull （页面存档备份，存于）